# 1741 en musique classique
| \| • Retour à la chronologie générale de la musique classique • \| |
| Grèce • Rome • Haut Moyen Âge • VIIIe siècle • IXe siècle • Xe siècle • XIe siècle XIIe siècle • XIIIe siècle • XIVe siècle • XVe siècle • XVIe siècle • XVIIe siècle XVIIIe siècle • XIXe siècle • XXe siècle • XXIe siècle |
| • Retour à la chronologie générale de la musique classique • |

| Années en musique classique : 1738 - 1739 - 1740 - 1741 - 1742 - 1743 - 1744    |
| Décennies en musique classique : 1710 - 1720 - 1730 - 1740 - 1750 - 1760 - 1770 |

## Événements
- 10 janvier : Deidamia, dernier opéra de Georg Friedrich Haendel créé au Lincoln's Inn Fields Theatre, à Londres.
- 20 février : La Chercheuse d'esprit, opéra-comique de Jean-Claude Trial créé à la Foire Saint-Germain.
- 26 décembre : Artaserse, opéra de Gluck créé à Milan.
- Pièces de clavecin en concerts, de Jean-Philippe Rameau.
- Année admise d'écriture des Variations Goldberg par Bach.

## Naissances

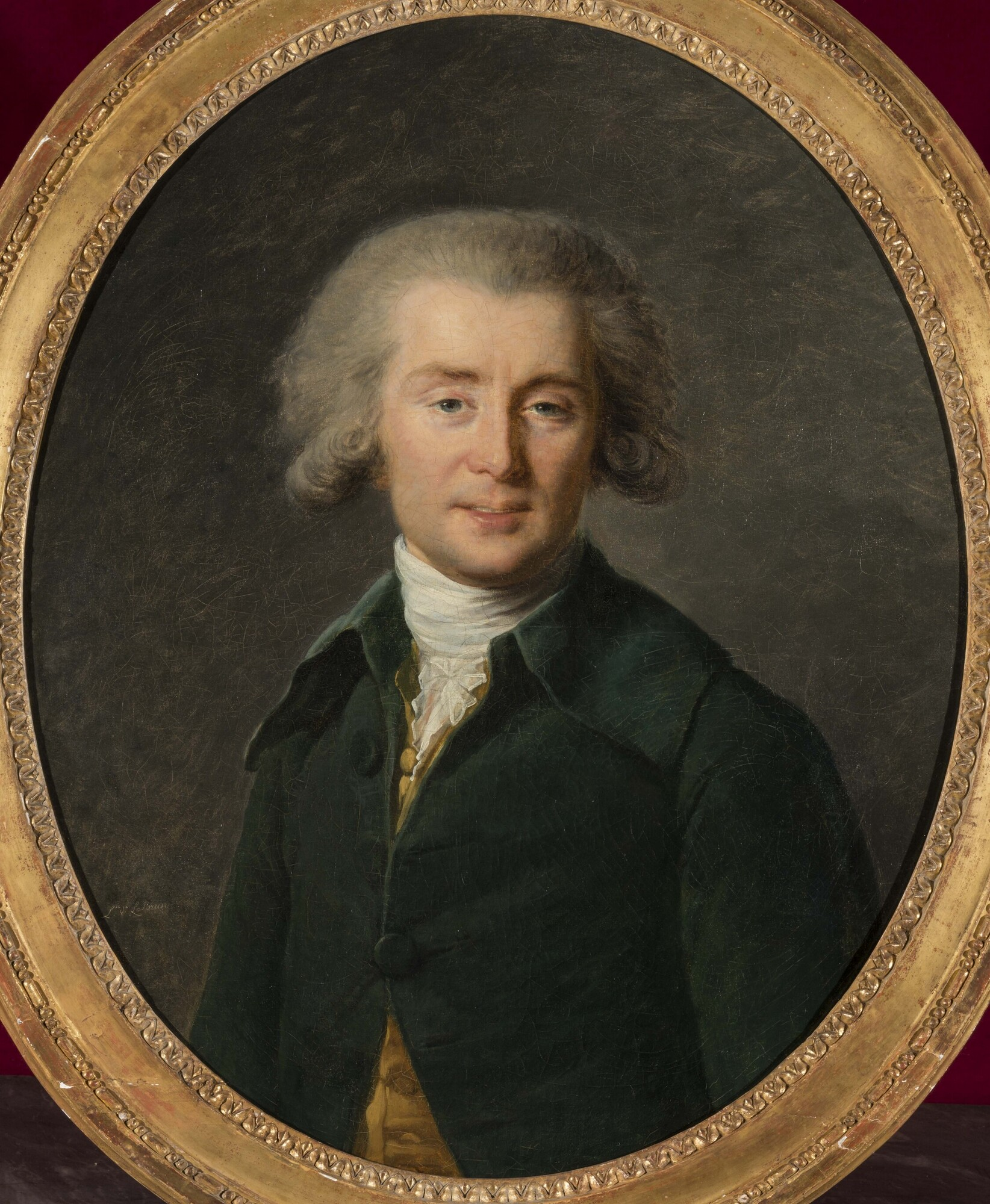
André Grétry

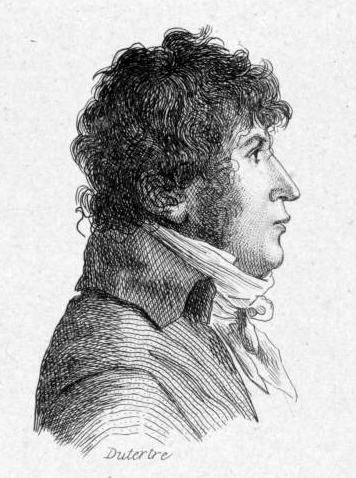
Henri-Joseph Rigel

- 8 février : André Grétry, compositeur liégeois puis français († 24 septembre 1813).
- 9 février : Henri-Joseph Rigel, compositeur français d'origine allemande († 2 mai 1799).
- 10 février : Franz Adam Veichtner, violoniste et compositeur allemand († 3 mars 1822).
- 26 février : Johann Nepomuk Holzhey, facteur d'orgue allemand († 18 septembre 1809).
- 1er mars : Conrad Breunig, compositeur allemand († 16 juin 1816).
- 28 mars : Johann André, compositeur et éditeur de musique allemand († 18 juin 1799).
- 17 avril : Johann Gottlieb Naumann, compositeur allemand († 23 octobre 1801).
- 23 mai : Andrea Luchesi, compositeur italien († 21 mars 1801).
- 22 juin : Luigi Tomasini, violoniste et compositeur italien († 25 avril 1808).
- 31 août : Johann Paul Martini, compositeur d'origine allemande, français d'adoption († 14 février 1816).
- 25 septembre : Václav Pichl, compositeur tchèque († 23 janvier 1805).
- 30 septembre : Josse-François-Joseph Benaut, organiste, claveciniste et compositeur belge († 13 juillet 1794).
- 27 novembre : Jean-Pierre Duport, violoncelliste français († 31 décembre 1818).
- 21 décembre : Johann Gottfried Wilhelm Palschau, compositeur et pianiste allemand († 1815).

Date indéterminée
- Lucrezia Agujari, soprano italienne († 18 mai 1783).
- Honoré Langlé, compositeur français d'origine monégasque († 20 septembre 1807).
- Giacomo Rust, compositeur italien d'opéras († 1786).
- Francesco Salieri, compositeur et violoniste italien, frère d'Antonio Salieri.

Vers 1741
- Antonia Bernasconi, soprano allemande († vers 1803).

## Décès
- 13 février : Johann Joseph Fux, compositeur autrichien (° février 1660).
- 22 mai : François de Paule Bretonneau, prédicateur, librettiste et dramaturge néo-latin d’opéras français (° 31 octobre 1660).
- 22 juin : Joseph-Hector Fiocco, musicien et compositeur bruxellois (° 20 janvier 1703).
- 27 ou 28 juillet : Antonio Vivaldi, compositeur italien (° 4 mars 1678).
- 7 septembre : Henry Desmarest, compositeur français (° février 1661).
- 9 octobre : Domenico Lalli, poète italien, librettiste d'opéras (° 27 mars 1679).